# Campeonato Femenino Sub-17 de la OFC 2020
El Campeonato Femenino Sub-16/Sub-17 de la OFC 2020 fue la quinta edición de dicho torneo. Participaron nueve de los diez equipos miembros de la OFC. Originalmente, el torneo estaba programado para celebrarse en Nueva Zelanda del 30 de septiembre al 12 de octubre. Posteriormente, se reprogramó para jugarse en Tahití del 7 al 20 de diciembre. Sin embargo, la OFC anunció el 28 de noviembre de 2019 que se pospondría hasta 2020 debido a la epidemia de sarampión en la región del Pacífico.
Más tarde se reprogramó para el 6 al 19 de abril de 2020. Sin embargo, el 9 de marzo de 2020, la OFC anunció que todos sus torneos fueron pospuestos hasta el 6 de mayo de 2020 debido a la pandemia de coronavirus.
El 5 de junio de 2020, la OFC anunció que el torneo sería cancelado debido a la dificultad de reprogramar el torneo. Nueva Zelanda, quienes fueron cuatro veces campeonas defensoras, fueron nominados por el Comité Ejecutivo como representantes de la OFC para la Copa Mundial Femenina de Fútbol Sub-17 de 2021 que se jugaría en India. Sin embargo, la FIFA anunció el 17 de noviembre de 2020 que esta edición de la Copa del Mundo sería cancelada.

## Participantes
Las jugadoras nacidas a partir del 1 de enero de 2003 eran elegibles para competir en el torneo.

## Fase de grupos

### Grupo A
| Equipo               | Pts | PJ | PG | PE | PP | GF | GC | Dif |
| -------------------- | --- | -- | -- | -- | -- | -- | -- | --- |
| Tonga                | 0   | 0  | 0  | 0  | 0  | 0  | 0  | 0   |
| Samoa Estadounidense | 0   | 0  | 0  | 0  | 0  | 0  | 0  | 0   |
| Fiyi                 | 0   | 0  | 0  | 0  | 0  | 0  | 0  | 0   |

|  | Tonga | Cancelado | Fiyi | Estadio Pater Te Hono Nui, Papeete |  |
|  |       | Reporte   |      |                                    |  |

|  | Fiyi | Cancelado | Samoa Estadounidense | Estadio Pater Te Hono Nui, Papeete |  |
|  |      | Reporte   |                      |                                    |  |

|  | Samoa Estadounidense | Cancelado | Tonga | Estadio Pater Te Hono Nui, Papeete |  |
|  |                      | Reporte   |       |                                    |  |

### Grupo B
| Equipo        | Pts | PJ | PG | PE | PP | GF | GC | Dif |
| ------------- | --- | -- | -- | -- | -- | -- | -- | --- |
| Nueva Zelanda | 0   | 0  | 0  | 0  | 0  | 0  | 0  | 0   |
| Tahití        | 0   | 0  | 0  | 0  | 0  | 0  | 0  | 0   |
| Vanuatu       | 0   | 0  | 0  | 0  | 0  | 0  | 0  | 0   |

|  | Vanuatu | Cancelado | Tahití | Estadio Pater Te Hono Nui, Papeete |  |
|  |         | Reporte   |        |                                    |  |

|  | Tahití | Cancelado | Nueva Zelanda | Estadio Pater Te Hono Nui, Papeete |  |
|  |        | Reporte   |               |                                    |  |

|  | Nueva Zelanda | Cancelado | Vanuatu | Estadio Pater Te Hono Nui, Papeete |  |
|  |               | Reporte   |         |                                    |  |

### Grupo C
| Equipo          | Pts | PJ | PG | PE | PP | GF | GC | Dif |
| --------------- | --- | -- | -- | -- | -- | -- | -- | --- |
| Samoa           | 0   | 0  | 0  | 0  | 0  | 0  | 0  | 0   |
| Nueva Caledonia | 0   | 0  | 0  | 0  | 0  | 0  | 0  | 0   |
| Islas Cook      | 0   | 0  | 0  | 0  | 0  | 0  | 0  | 0   |

|  | Samoa | Cancelado | Islas Cook | Estadio Pater Te Hono Nui, Papeete |  |
|  |       | Reporte   |            |                                    |  |

|  | Islas Cook | Cancelado | Nueva Caledonia | Estadio Pater Te Hono Nui, Papeete |  |
|  |            | Reporte   |                 |                                    |  |

|  | Nueva Caledonia | Cancelado | Samoa | Estadio Pater Te Hono Nui, Papeete |  |
|  |                 | Reporte   |       |                                    |  |

## Clasificado al Mundial Femenino Sub-17 de 2021
El siguiente equipo nominado por el Comité Ejecutivo de la OFC, se habría clasificado para la Copa Mundial Femenina de Fútbol Sub-17 de 2021 antes de que se cancelara el torneo.
| Bandera de Nueva Zelanda |
| Nueva Zelanda            |